# Bustillo del Páramo
Bustillo del Páramo és un municipi de la província de Lleó, enclabada en la comarca natural del Páramo Leonés.

## Pedanies del municipi
- Acebes del Páramo,
- Antoñanes del Páramo,
- Barrio de Buenos Aires,
- Bustillo del Páramo,
- Grisuela del Páramo,
- La Milla del Páramo,
- Matalobos del Páramo,
- San Pedro de Pegas.